# Roberto Gagliardini
Roberto Gagliardini (Bérgamo, 7 de abril de 1994) é um futebolista italiano que atua como volante. Atualmente está no Monza.

## Carreira
Nascido em Bérgamo, Gagliardini começou sua carreira na clube de sua cidade natal, o Atalanta, jogando nas divisões de base e mais tarde como reserva na equipe principal. Ele foi promovido à equipe principal na temporada 2013–14 .

## Seleção Italiana
Estreou pela Seleção Italiana principal no dia 28 de março de 2017, na vitória por 2 a 1 sobre a Holanda.

## Estatísticas

### Internacional
| Seleção Italiana | Seleção Italiana | Seleção Italiana |
| Ano              | Jogos            | Gols             |
| ---------------- | ---------------- | ---------------- |
| 2017             | 3                | 0                |
| 2018             | 3                | 0                |
| 2020             | 1                | 0                |
| Total            | 7                | 0                |

|    | Data                | Local                       | Resultado | Adversário    | Gol(s) | Competição |
| -- | ------------------- | --------------------------- | --------- | ------------- | ------ | ---------- |
| 1. | 28 de março de 2017 | Amsterdam Arena, Amesterdão | 2–1       | Países Baixos | 0      | Amistoso   |

## Títulos
Internazionale
- Campeonato Italiano: 2020–21[3]
- Copa da Itália: 2021–22, 2022–23
- Supercopa da Itália: 2021[4] e 2022